# At Folsom Prison
Albums de Johnny Cash
From Sea to Shining Sea
(1968) Old Golden Throat
(1968)
At Folsom Prison est un album live de Johnny Cash enregistré le 13 janvier 1968 au sein de la Prison d'État de Folsom, face à un public différent des concerts habituels car composé de délinquants et criminels condamnés à des peines diverses ainsi que du personnel pénitentiaire.
Premier disque enregistré en public dans une prison, il compte 16 titres dans sa version initiale, dont quelques duos avec sa compagne, la chanteuse June Carter ainsi qu'une chanson écrite et composée par le détenu Glen Sherley : Greystone Chapel.
L'album, d'abord censuré par la maison de disques, a depuis été réédité dans deux versions non édulcorées : la première, en 1999 qui contient trois titres bonus ; la seconde, en 2008, intitulée Legacy Edition, qui renferme deux disques et un DVD relatant la genèse de l'événement. Il s'agit d'un projet que Johnny Cash avait en tête depuis le début de sa carrière ainsi qu'en témoigne la chanson Folsom Prison Blues enregistrée en 1955. Il fut sans cesse repoussé à cause de graves problèmes d'alcoolisme, d'addiction à la drogue et des soucis que le chanteur avait avec la justice.
Le chanteur, enfin sevré, cherche à relancer une carrière en berne depuis plusieurs années. Le 13 janvier 1968, il donne deux spectacles à la Prison d'État de Folsom en Californie, avec la participation de sa compagne June Carter, du chanteur Carl Perkins et de son groupe, The Tennessee Three.
Malgré le faible investissement financier initial de la Columbia, l'album est un succès aux États-Unis, se hissant à la première place des meilleures ventes d'albums country et au quinzième rang des meilleures ventes de disques tous genres confondus. Le premier single qui en est extrait est une version live du morceau Folsom Prison Blues. At Folsom Prison reçoit de bonnes critiques dès sa sortie et la popularité qui s'ensuit relance la carrière de Cash, conduisant l'année suivante à une seconde captation au sein d'une prison d'état : At San Quentin.

## Genèse et enregistrement

### Historique

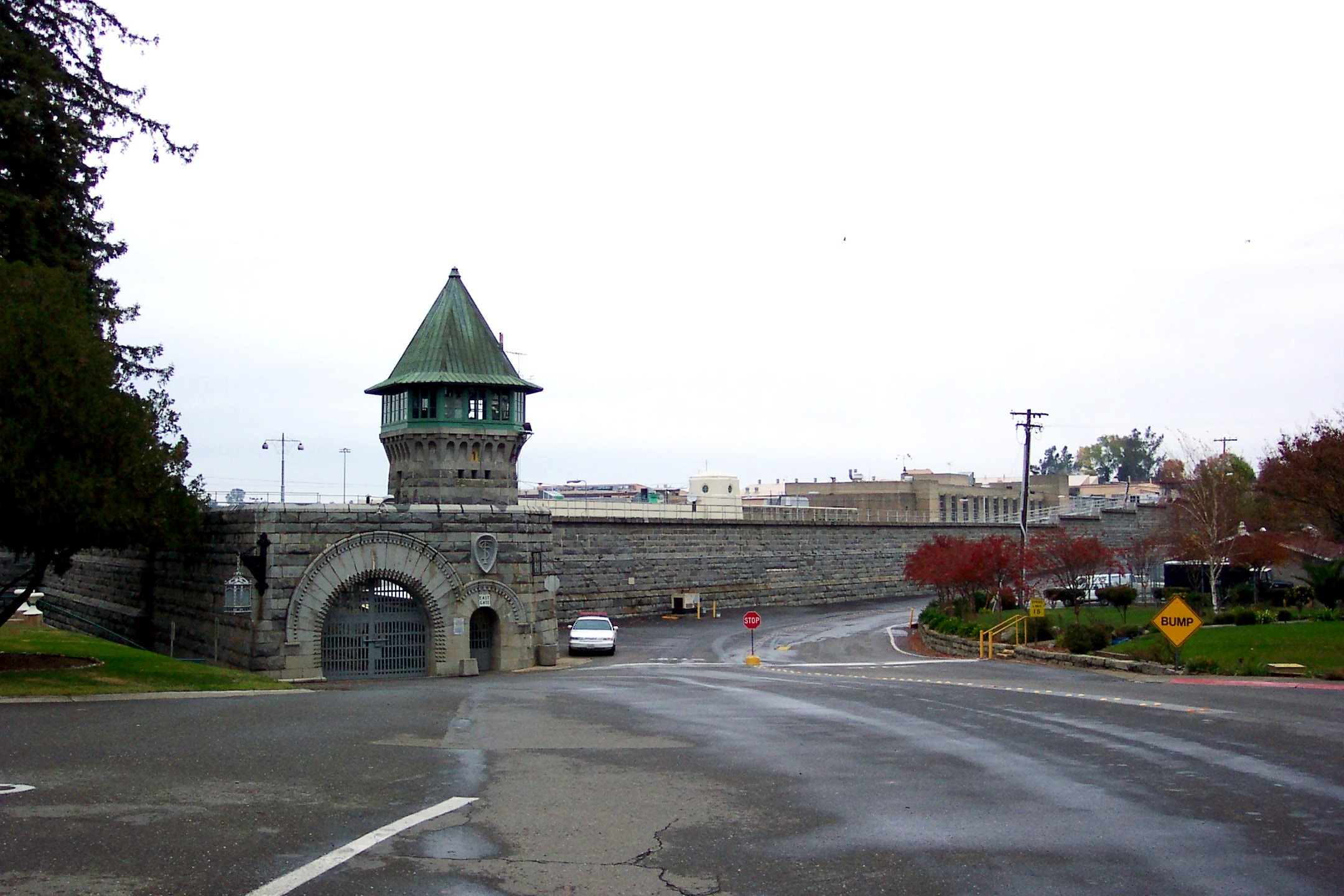
Vue de la Prison d'État de Folsom.

En 1953, Johnny Cash effectue son service militaire en Allemagne, au sein de l'U.S. Air Force Security Service lorsqu'il assiste à la projection du documentaire de Crane Wilbur : Inside the Walls of Folsom Prison.
Ce film lui inspire une chanson qui reflète sa vision de la vie carcérale. Le résultat, Folsom Prison Blues – son deuxième single chez Sun Records – est si populaire dans les prisons américaines que les détenus lui écrivent parfois pour lui réclamer une visite. Il répond à l'une des lettres d'un prisonnier du pénitencier d'État de Huntsville au Texas où il réussit à se produire. Encouragé par le succès du concert, il joue dans plusieurs centres pénitentiaires, y compris celui de Folsom, en 1966.
À cette époque, et malgré les succès commerciaux de chansons telles que I Walk the Line, Understand Your Man et Ring of Fire, la carrière de Cash stagne, en grande partie à cause de sa dépendance à l'alcool et aux amphétamines, qui lui valent d'ailleurs des démêlés avec la justice. En octobre 1967, après une cure de désintoxication, il décide de se consacrer de nouveau à sa carrière.
Parallèlement, le label country Columbia Records subissait d'importants changements de personnel : Frank Jones et Don Law, qui avaient produit plusieurs albums de Cash, étaient évincés au profit de Bob Johnston, connu pour son comportement erratique et frondeur.
Johnny Cash y voit une occasion de relancer son projet d'album live enregistré au cœur d'une prison. Bob Johnston, enthousiasmé, contacte les directeurs des Prisons d'État de San Quentin et de Folsom. C'est celui de Folsom qui accepte le premier.

### Enregistrement

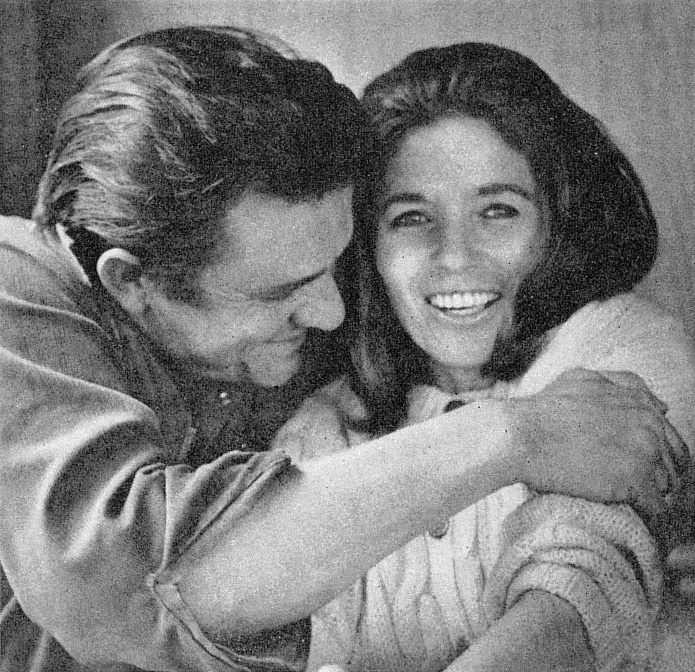
June Carter et Johnny Cash (1969)

Au début du mois de janvier 1968, Johnny Cash, The Tennessee Three, June Carter, Carl Perkins et les Statler Brothers séjournent à l'auberge El Rancho Motel de Sacramento en Californie. Les musiciens sont accompagnés par Ray, le père de Johnny Cash et Bob Johnston. Les artistes, interprètes ou exécutants répètent pendant deux jours, un événement rare pour eux. Au cours des séances de répétition, le 12 janvier, le gouverneur de Californie, Ronald Reagan rend visite au groupe et les encourage. Les répétitions sont centrées sur l'apprentissage de Greystone Chapel, une chanson écrite par Glen Sherley, détenu pour une peine de prison de cinq ans pour vol à main armée. Sherley a enregistré une version de la chanson, qu'il passa au Révérend Gressett de la prison par l'intermédiaire du directeur des loisirs. Le 13 janvier, le groupe s'est rendu à Folsom, le contenu de la réunion avec le Los Angeles Times le journaliste Robert Hilburn et le photographe de Columbia Jim Marshall a été incluse dans l'album pour la partie notes. Johnny est ému par les paroles qui commencent ainsi :

« Mon corps se trouve peut-être entre les murs d'une prison,
 Mais le Seigneur a libéré mon âme... »

Comme les paroles emplissent la salle, accompagné d'une guitare basse, il commence à esquisser un sourire, avec ses yeux de braise, rayonnant d'enthousiasme et poursuit :

« Il y a une chapelle Greystone ici à Folsom
Une maison de culte dans cet antre du péché.
Vous ne penseriez pas que Dieu avait une place à Folsom,
Mais il a sauvé l'âme de beaucoup d'hommes perdus. »

Johnny Cash affirme qu'il faut impérativement que cette chanson soit enregistrée.
Il décide de tenir deux représentations le 13 janvier dans le réfectoire de la prison, l'une à 9 h 40 et l'autre à 12 h 40, dans le cas où la qualité ne serait pas satisfaisante. Après une présentation par l'animateur de spectacle Hugh Cherry, qui encourage les prisonniers à répondre présent au spectacle de Johnny Cash, Carl Perkins entre en scène. Perkins interprète son tube Blue Suede Shoes. À la suite de cette chanson, les Statler Brothers chantent leur succès Flowers on the Wall et le standard country This Old House. Johnny Cash commence par une interprétation de Folsom Prison Blues et poursuit par de nombreuses chansons sur la prison, y compris The Wall, Green, Green Grass of Home, et la mélodie teintée d'humour noir 25 Minutes to Go. Le chanteur a également inclus d'autres chansons de désespoir, comme la chanson de Merle Travis, Dark as a Dungeon, après Orange Blossom Special, ainsi quelques des chansons lentes type ballade, notamment Send a Picture of Mother et  The Long Black Veil. Puis il enchaîne avec trois chansons de son nouvel album intitulé Everybody Loves A Nut : Dirty Old Egg-Sucking Dog, Flushed from the Bathroom of Your Heart, et Joe Bean. June Carter Cash l'a rejoint sur scène pour interpréter des duos. Après une version de sept minutes d'une chanson de son album Blood, Sweat and Tears: The Legend of Hammer John Henry, Cash fait une pause et Carter récite un poème. Cash achève les deux concerts par la chanson de Sherley Greystone Chapel.
Les cris des prisonniers, ainsi que les appels de l'administration, sont audibles et Johnny Cash donne l'impression de sympathiser avec les détenus. En réalité, selon un des producteurs, Michael Streissguth, les cris du public auraient été ajoutés en postproduction, les prisonniers se gardant de manifester trop bruyamment pendant le concert, de crainte de représailles.
L'enregistrement du deuxième concert n'est pas aussi fructueux que le premier ; les musiciens sont fatigués de la série précédente, et deux seulement des chansons du deuxième concert Give My Love à la Rose et I Got Stripes figurent sur la version LP.

## Accueil
La sortie de l'album de At Folsom Prison est préparée en quatre mois. Malgré le succès récent de Rosanna's Going Wild, un single de Johnny Cash sorti juste avant les concerts de Folsom et qui avait atteint la seconde place des classements country, Columbia Records a initialement peu investi dans l'album et dans le single Folsom Prison Blues. Cela étant dû en partie aux efforts de Columbia Records visant à promouvoir les pop stars au lieu des artistes country. Néanmoins, il entre dans le classement Billboard Hot 100 le 25 mai 1968 et au Hot Country Songs une semaine plus tard. Le single subi un revers, cependant, lorsque Robert Francis Kennedy est assassiné le 5 juin 1968 à Los Angeles. Les stations de radio cessent de jouer la chanson en raison de la phrase macabre : « J'ai tiré sur un homme à Reno / Juste pour le regarder mourir ». Grisé par le succès rencontré avant l'assassinat, Johnston exige alors un remix sans la phrase incriminée. Malgré les protestations de Cash, le single est modifié et réédité. La nouvelle version est un succès, atteignant la première place au classement Hot country songs le 20 juillet 1968 et la trente-deuxième place du Billboard Hot 100. Le succès de l'album lui permet d'atteindre finalement la première place au du classement Albums Country et la treizième place du classement Albums Pop (le précurseur du Billboard 200). En août 1968, Folsom s'est vendu à plus de 300 000 exemplaires, deux mois plus tard, il est certifié disque d'or par la RIAA pour une vente de plus de 500 000 exemplaires le 30 octobre 1968,.
At Folsom Prison reçoit des critiques élogieuses lors de sa sortie. Al Aronowitz de Life déclare que Cash a chanté des chansons comme « quelqu'un qui a grandi en croyant qu'il est l'une des personnes dont ces chansons parlent ». Pour le Village Voice, Ann Fisher a écrit que « chaque morceau est particulier à sa propre façon » et Richard Goldstein note que l'album est « rempli de ce genre d'émotivité que vous trouvez rarement dans le rock ». Fredrick E. Danker du magazine Sing Out! salue At Folsom Prison comme « un album qui nous construit une expérience auditive. ».
Mais comme le souligne Mathieu Durand pour Evene.fr « Le disque sera censuré, amputé des réactions des détenus aux vers sulfureux afin de ne pas choquer l'Amérique puritaine par ces excès d'impolitiquement correct ».
Le succès de At Folsom Prison revitalise la carrière de Johnny Cash, lui faisant dire « c'est là que les choses (ma vie et ma carrière) ont vraiment recommencé pour moi ». Sun Records a réenregistré la précédente face B Get Rhythm avec des applaudissements similaire à Folsom, et c'est devenu un succès suffisant pour entrer dans le Billboard Hot 100. Johnny Cash est de retour sur une scène de prison en 1969 quand il enregistre à la Prison d'État de San Quentin l'album At San Quentin qui devient le premier album de Cash à devenir numéro un du classement Pop. Le single A Boy Named Sue extrait de cet album deviendra second du classement des singles pop. La popularité qui a suivi le concert de Folsom incite ABC à lui donner de l'argent pour sa propre émission de télévision.
L'album est réédité le 19 octobre 1999, avec trois pistes supplémentaires exclues du microssillon original : Busted, Joe Beanet The Legend of John Henry's Hammer. Stephen Thomas Erlewine d'AllMusic a salué la nouvelle version, la qualifiant de « l'idéal mélange de fabulation et de dure réalité ». Le 27 mai 2003, At Folsom Prison est certifié triple disque de platine par la RIAA pour la vente de plus de trois millions d'exemplaires. Depuis sa sortie, il est reconnu comme l'un des plus grands albums de tous les temps par plusieurs sources. Dans ses classements en 2003 et en 2012, l'album est placé par magazine Rolling Stone en 88e position de sa liste des 500 plus grands albums de tous les temps. La même année, il est l'un des 50 enregistrements choisis par la Bibliothèque du Congrès pour être ajouté au Registre national des enregistrements (National Recording Registry). La chaine Country Music Television a nommé l'album comme étant le troisième plus grand album de la musique country en 2006. Le magazine Blender a classé l'album 63e plus grand album de l'Amérique de tous les temps et comme l'un des 500 CD « que vous devez posséder ». En 2006, Time déclare qu'il figure parmi les 100 plus grands albums de tous les temps. En 2018, il reçoit le Grammy Hall of Fame Award. Il est aussi cité dans l'ouvrage de référence de Robert Dimery Les 1001 albums qu'il faut avoir écoutés dans sa vie et dans beaucoup d'autres listes encore.
En 2008, Columbia Records et Legacy Records ressortent At Folsom Prison sous forme d'un coffret de deux CD et un DVD. Ce soi-disant Legacy Edition contient à la fois des originaux des concerts et des versions remasterisées. Les images incluses dans le DVD, produit par Bestor Cram et Michael Streissguth du Nord Light Productions, présentent des interviews se rapportant au concert. Pitchfork salue ce coffret, affirmant qu'il a « la force de tentatives d'empathie, comme s'il faisait pénitence pour ses mauvaises habitudes notoires ». Christian Hoard écrit pour le magazine Rolling Stone « que le Legacy Edition est en fait un excellent document historique, soulignant les rapports de Cash avec les gens de prison ».

## Caractéristiques artistiques

### Pistes de l'album

#### Enregistrement original (1968)
| 1. | Folsom Prison Blues,   | Johnny Cash                 |  |
| 2. | Dark as a Dungeon      | Merle Travis                |  |
| 3. | I Still Miss Someone   | Johnny Cash, Roy Cash Jr.   |  |
| 4. | Cocaine Blues          | T. J. Arnall                |  |
| 5. | 25 Minutes to Go,      | Shel Silverstein            |  |
| 6. | Orange Blossom Special | Ervin T. Rouse              |  |
| 7. | The Long Black Veil    | Marijohn Wilkin, Danny Dill |  |

| 1. | Send a Picture of Mother                        | Johnny Cash                   |  |
| 2. | The Wall                                        | Harlan Howard                 |  |
| 3. | Dirty Old Egg-Suckin' Dog                       | Jack H. Clement               |  |
| 4. | Flushed From The Bathroom of Your Heart         | Jack H. Clement               |  |
| 5. | Jackson (avec June Carter et Billy Edd Wheeler) | J. Lieber                     |  |
| 6. | Give My Love to Rose (avec June Carter)         | Johnny Cash                   |  |
| 7. | I Got Stripes                                   | Johnny Cash, Charlie Williams |  |
| 8. | Green, Green Grass of Home                      | Curly Putman                  |  |
| 9. | Greystone Chapel                                | Glen Sherley                  |  |

#### Réenregistrement de 1999
| 1.  | Folsom Prison Blues                     | Johnny Cash                   | 2:42 |
| 2.  | Busted (en)                             | Harlan Howard                 | 1:25 |
| 3.  | Dark as a Dungeon                       | Merle Travis                  | 3:04 |
| 4.  | I Still Miss Someone                    | Johnny Cash, Roy Cash Jr.     | 1:38 |
| 5.  | Cocaine Blues                           | T. J. Arnall                  | 3:01 |
| 6.  | 25 Minutes to Go                        | Shel Silverstein              | 3:31 |
| 7.  | Orange Blossom Special                  | Ervin T. Rouse                | 3:06 |
| 8.  | The Long Black Veil                     | Marijohn Wilkin, Danny Dill   | 3:58 |
| 9.  | Send a Picture of Mother                | Johnny Cash                   | 2:05 |
| 10. | The Wall                                | Harlan Howard                 | 1:36 |
| 11. | Dirty Old Egg-Suckin' Dog               | Jack H. Clement               | 1:30 |
| 12. | Flushed From The Bathroom of Your Heart | Jack H. Clement               | 2:05 |
| 13. | Joe Bean                                | B. Freeman, L. Pober          | 3:05 |
| 14. | Jackson (avec June Carter)              | J. Lieber                     | 3:12 |
| 15. | Give My Love to Rose (avec June Carter) | Johnny Cash                   | 2:43 |
| 16. | I Got Stripes                           | Johnny Cash, Charlie Williams | 1:52 |
| 17. | The Legend of John Henry's Hammer       | Johnny Cash, June Carter      | 7:08 |
| 18. | Green, Green Grass of Home              | Curly Putman                  | 2:13 |
| 19. | Greystone Chapel                        | Glen Sherley                  | 6:02 |

#### Legacy Edition(2008)
| 1.  | Annonces d'ouverture par Hugh Cherry        |                             |  |
| 2.  | Blue Suede Shoes par Carl Perkins           |                             |  |
| 3.  | This Ole House par les Statler Brothers     |                             |  |
| 4.  | Présentation de Johnny Cash par Hugh Cherry |                             |  |
| 5.  | Folsom Prison Blues                         | Johnny Cash                 |  |
| 6.  | Busted (en)                                 | Harlan Howard               |  |
| 7.  | Dark as a Dungeon                           | Merle Travis                |  |
| 8.  | I Still Miss Someone                        | Johnny Cash, Roy Cash Jr.   |  |
| 9.  | Cocaine Blues                               | T. J. Arnall                |  |
| 10. | 25 Minutes to Go                            | Shel Silverstein            |  |
| 11. | I'm Here To Get My Baby Out Of Jail         |                             |  |
| 12. | Orange Blossom Special                      | Ervin T. Rouse              |  |
| 13. | The Long Black Veil                         | Marijohn Wilkin, Danny Dill |  |
| 14. | Send a Picture of Mother                    | Johnny Cash                 |  |
| 15. | The Wall                                    | Harlan Howard               |  |
| 16. | Dirty Old Egg-Suckin' Dog                   | Jack H. Clement             |  |
| 17. | Flushed From The Bathroom of Your Heart     | Jack H. Clement             |  |
| 18. | Joe Bean                                    | B. Freeman, L. Pober        |  |
| 19. | Jackson (avec June Carter)                  | J. Lieber                   |  |
| 20. | I Got A Woman (avec June Carter)            |                             |  |
| 21. | The Legend of John Henry's Hammer           | Johnny Cash, June Carter    |  |
| 22. | Poème de June Carter                        |                             |  |
| 23. | Green, Green Grass of Home                  | Curly Putman                |  |
| 24. | Greystone Chapel                            | Glen Sherley                |  |
| 25. | annonces de clôture                         |                             |  |

| 1.  | The Old Spinning Wheel par Carl Perkins                                 |                          |  |
| 2.  | Annonces d'ouverture par Hugh Cherry                                    |                          |  |
| 3.  | Matchbox par Carl Perkins                                               |                          |  |
| 4.  | Blue Suede Shoes par Carl Perkins                                       |                          |  |
| 5.  | You Can't Have Your Kate and Edith, Too par les Statler Brothers        |                          |  |
| 6.  | Flowers on the Wall par les Statler Brothers                            |                          |  |
| 7.  | How Great Thou Art par les Statler Brothers                             |                          |  |
| 8.  | Présentation de Johnny Cash par Hugh Cherry                             |                          |  |
| 9.  | Folsom Prison Blues                                                     | Johnny Cash              |  |
| 10. | Busted (en)                                                             | Harlan Howard            |  |
| 11. | Dark as a Dungeon                                                       | Merle Travis             |  |
| 12. | Cocaine Blues                                                           | T. J. Arnall             |  |
| 13. | 25 Minutes to Go                                                        | Shel Silverstein         |  |
| 14. | Orange Blossom Special                                                  | Ervin T. Rouse           |  |
| 15. | The Legend of John Henry's Hammer                                       | Johnny Cash, June Carter |  |
| 16. | Give My Love To Rose avec June Carter                                   |                          |  |
| 17. | Dirty Old Egg-Suckin' Dog                                               | Jack H. Clement          |  |
| 18. | Flushed From The Bathroom of Your Heart                                 | Jack H. Clement          |  |
| 19. | Joe Bean                                                                | B. Freeman, L. Pober     |  |
| 20. | Jackson (avec June Carter)                                              | J. Lieber                |  |
| 21. | Long-Legged Guitar Pickin' Man (avec June Carter)                       |                          |  |
| 22. | I Got Stripes                                                           |                          |  |
| 23. | Green, Green Grass of Home                                              | Curly Putman             |  |
| 24. | Greystone Chapel                                                        | Glen Sherley             |  |
| 25. | Greystone Chapel                                                        | Glen Sherley             |  |
| 26. | Hugh Cherry présente le père de Johnny, Ray Cash et annonces de clôture |                          |  |

Disque 3 (DVD)
- Johnny Cash At Folsom Prison film documentaire (2 heures, 10 minutes)
- Interviews
  - Marty Stuart
  - Rosanne Cash
  - Marshall Grant
- Bob Irwin : Remixage de At Folsom Prison
- Marty Stuart : chante Hangman
- Ronda Sherley : Glen Sherley's My Last Day
- Folsom Inmate Lefty : Orange Blossom Special Harmonica

## Artistes et équipe technique

### Enregistrement original
| - Johnny Cash – chant, guitare, harmonica - June Carter – chant - Marshall Grant – guitare basse - W.S. Holland – Batterie - Carl Perkins – guitare électrique - Luther Perkins – guitare électrique - Les Statler Brothers (Lew DeWitt, Don Reid, Harold Reid, Phil Balsley) – chants | - Bob Johnston – producteur - Bob Breault – ingénieur du son - Bill Britain – ingénieur du son - Jim Marshall – photographie |

### Équipe technique lors du réenregistrement de 1999
| - Bob Irwin – producteur - Steven Berkowitz – producteur, A&R - Vic Aneseni – mixage audio - Howard Fritzson – direction artistique - Darcy Proper – mastering | - John Henry Jackson – Chef de produit - Randall Martin – packaging manager - Darren Salmieri – A&R - Tim Smith – A&R - Nick Shaffran – consultant |